# Кацпер Козловський (футболіст)
Кацпер Шимон Козловський (пол. Kacper Szymon Kozłowski, нар. 16 жовтня 2003, Кошалін) — польський футболіст, півзахисник, який належить клубу «Брайтон» та національної збірної Польщі.

## Клубна кар'єра
Народився 16 жовтня 2003 року в місті Кошалін. Вихованець футбольної школи клубу «Балтик» з рідного міста, з якої 2006 року потрапив до академії «Погоня» (Щецин). 
19 травня 2019 року дебютував в основному складі клубу в матчі проти «Краковії» (3:0). У віці 15 років, 7 місяців та 3 днів він став наймолодшим гравцем Екстракласи у 21 столітті, а також наймолодшим гравцем «Погоні» за всю історію. У серпні 2019 року він продовжив контракт з клубом ще на 3 роки. 
У січні 2020 року постраждав в автомобільній аварії, отримавши перелом трьох поперекових хребців, після чого перебував на реабілітації протягом півроку і лише у червні 2020 року повернувся до тренувань. З сезону 2020/21 став основним гравцем клубу.
У січні 2022 року Кацпер Козловський перейшов до англійського клубу «Брайтон», який одразу відправив його в оренду до «Сент-Жілуаза».

## Виступи за збірні
2018 року дебютував за юнацьку збірну Польщі (U-17), загалом у її складі взяв участь у 17 іграх, відзначившись 6 забитими голами. Також виступав за збірні до 15 та 19 років.
28 травня 2021 року дебютував в офіційних іграх у складі національної збірної Польщі у матчі відбору на чемпіонат світу 2022 року проти збірної Андорри (3:0), ставши у віці 17 та 164 днів другим наймолодшим дебютантом в історії збірної після Влодзімежа Любанського.
У травні 2021 року потрапив до фінальної заявки збірної на чемпіонат Європи 2020 року. 19 червня 2021 у віці 17 років і 246 днів вийшов на поле у матчі чемпіонату Європи проти збірної Іспанії і став наймолодшим гравцем за всю історію турніру, побивши рекорд Джуда Беллінгема, що протримався всього 6 днів.
| Дата      | Місто   | Господарі | Результат | Гості   | Турнір            | Голи | Примітки |
| --------- | ------- | --------- | --------- | ------- | ----------------- | ---- | -------- |
| 28-3-2021 | Варшава | Польща    | 3 – 0     | Андорра | Відбір до ЧС 2022 | -    | 73'      |
| Усього    |         | Матчів    | 1         |         | Голів             | 0    |          |

## Досягнення
Особисті досягнення
- Талант місяця Ередивізі: травень 2024[12]
- Команда місяця Ередивізі: травень 2024[13]